# Rose Mary Woods

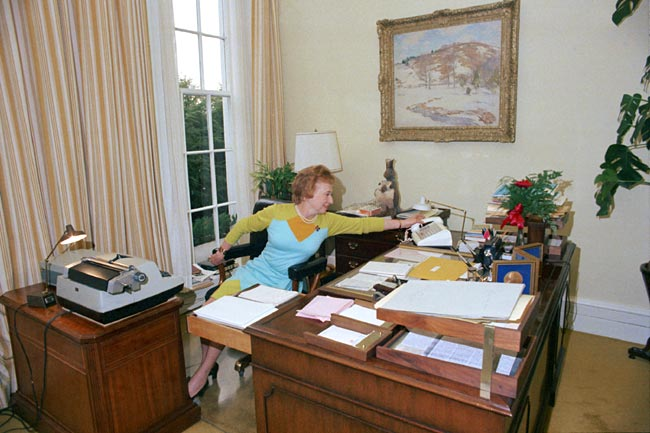
Rose Mary Woods

Rose Mary Woods (* 26. Dezember 1917 in Sebring, Ohio; † 22. Januar 2005 in Alliance, Ohio) war eine US-amerikanische Sekretärin.
Woods war die Sekretärin von Richard Nixon von 1951 bis zum Ende seiner politischen Karriere. Sie kannte ihn bereits seit 1947. Während des Prozesses im Watergate-Skandal gab sie zu, einen Teil der Tonbandaufnahmen aus dem Oval Office, die zur Aufklärung des Falls genutzt werden sollten, gelöscht zu haben. Sie gab an, während der Annahme eines Telefongesprächs aus Versehen das falsche Pedal ihres Diktiergerätes getreten zu haben. Bei einer Rekonstruktion des Geschehens wurde jedoch festgestellt, dass das Telefon und das Diktiergerät einige Meter voneinander entfernt waren und sie sich sehr strecken musste, um beide Apparate gleichzeitig zu bedienen. Von einigen Journalisten wurden die Schilderungen daher angezweifelt und sie bekam den Spitznamen „Rose Mary Stretch“.  Durch ihre Aussagen konnte aber nur die Löschung von fünf Minuten bei einer Lücke von insgesamt 18½ Minuten geklärt werden. Wie die restlichen Minuten verloren gingen, ist bis heute ungeklärt.
Die US-amerikanische Autorin Susan Bernfield behandelte in ihrem Theaterstück Stretch Woods’ Leben.
In der US-amerikanischen Komödie Ich liebe Dick wird sie von Ana Gasteyer gespielt.